# 特羅伊格羅夫鎮區 (伊利諾伊州拉薩爾縣)
特羅伊格羅夫鎮區（英語：Troy Grove Township）是位於美國伊利諾伊州拉薩爾縣的一個行政鎮區。

## 地方資料
根據2010年美國人口普查的數據，特羅伊格羅夫鎮區的面積為92.50平方千米，當中陸地面積為92.40平方千米，而水域面積為0.10平方千米。當地共有人口1290人，而人口密度為每平方千米13.95人。